# Književni klub Brčko distrikta BiH
Književni klub Brčko distrikta BiH (KK) je strukovna organizacija pisaca utemeljena 1972. Promiče književnost, književno stvaralaštvo, položaj pisaca u društvu i brčansku književnost u svijetu. Organizacija je nevladina i nepolitička. U 2021. godini je imala 15 članova.

## Povijest
Po ideji predratnih i poratnih brčanskih književnika Žarka Milenića, Rasima Karića i Suvada Alagića, a na tradicijama Književnog kluba "Pablo Neruda" koji je osnovan 1972. godine i postojao je do rata 1992. godine, rodila se ideja o obnavljanju rada ove brčanske kulturne institucije koja je iznjedrila više poznatih književnih imena.
U rujnu 2005. godine službeno je registriran Književni klub Brčko distrikta BiH. Registraciji i dobivanju potrebne dokumentacije, prethodila je osnivačka skupština Književnog kluba, na kojoj je za prvog predsjednika Skupštine KK izabran Aleksandar Nikolić. Nakon toga izabran je Upravni odbor u koji su ušli: Rasim Karić, Anto Pranjkić, Nenad Nestorović, Petar Vasić i Suvad Alagić, prvi predsjednik Književnog kluba Brčko distrikta BiH. Za tajnika je izabran Žarko Milenić. 
Tijekom narednih šesnaest mjeseci (sve do II. redovne izborne Skupštine KK), Klub je bio organizator ili suorganizator oko 40 književnih nastupa i večeri u Bosni i Hercegovini i Hrvatskoj. Članovi Književnog kluba nastupali su u Brčkom,  Tuzli, Osijeku, Zagrebu, Rijeci,  Pazinu, Đakovu, Ivankovu, Našicama i drugim mjestima i institucijama kulture i prosvjete u Bosni i Hercegovini i Hrvatskoj. 
U drugoj polovici 2006. godine, krenule su aktivnosti oko dobivanja prostora. Danas je Književni klub smješten u zgradi Fehim-age Kučukalića, poznatijom kao Veselin Masleša, u središtu Brčkog. 
Od srpnja 2007. godine Klub objavljuje književni časopis Riječ.

## Predsjednici od 2005.
| #  | fotografija | ime                      | mandat | mandat     | mandat |
| -- | ----------- | ------------------------ | ------ | ---------- | ------ |
| 1. |             | Suvad Alagić (r. 1961.)  | 2005.  | 2009.      |        |
| 2. |             | Vesna Vujić              | 2009.  | 2010.      |        |
| 3. |             | Žarko Milenić (r. 1961.) | 2010.  | 2016.      |        |
| 4. |             | Šefko Kaloper (r. 1954.) | 2017.  | trenutačno |        |

## Vanjske povezice
Književni klub Brčko distrikta BiH